# Souq de Manama

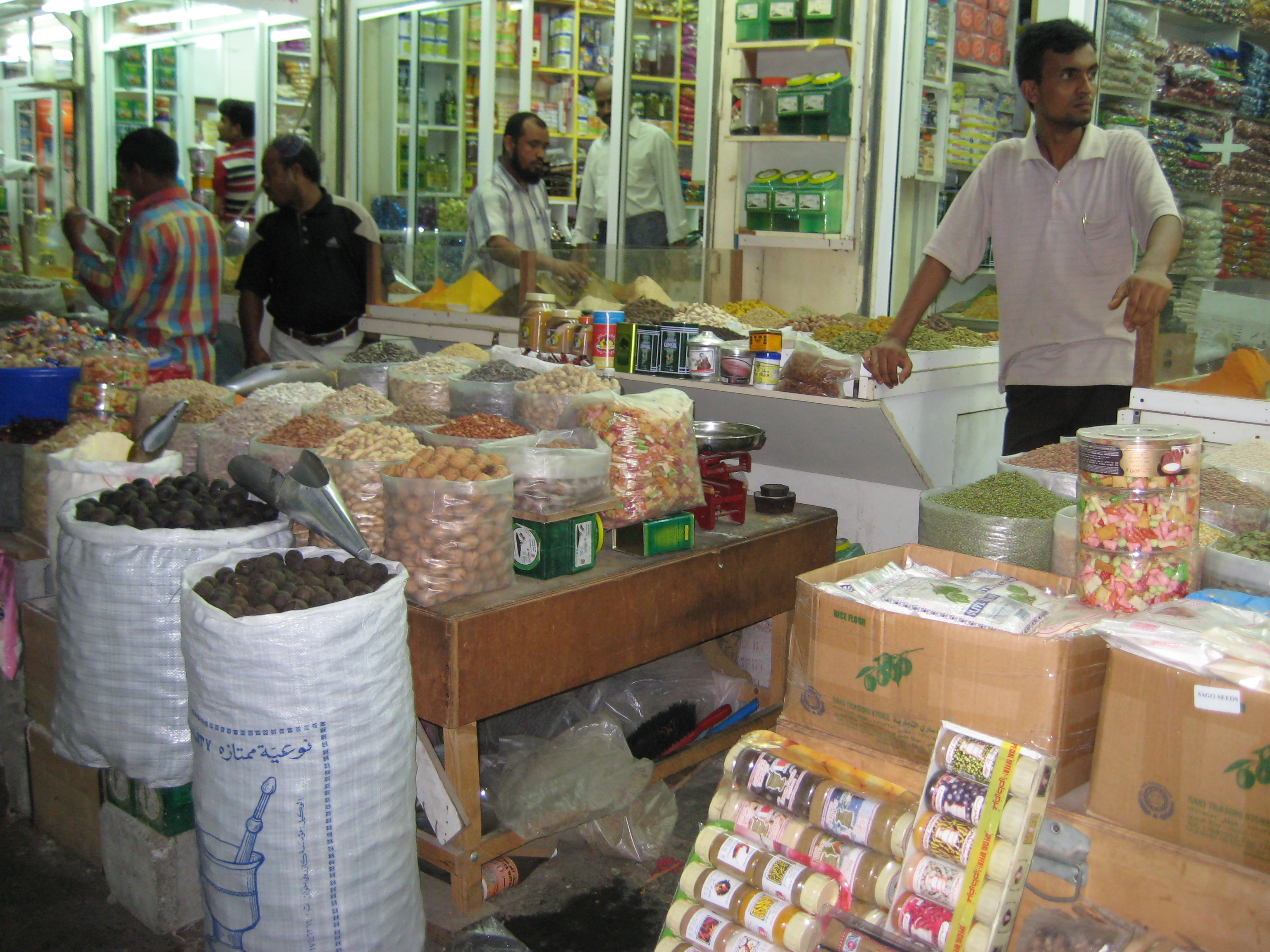
Un vendeur de bonbons et des épices à Manama Souq

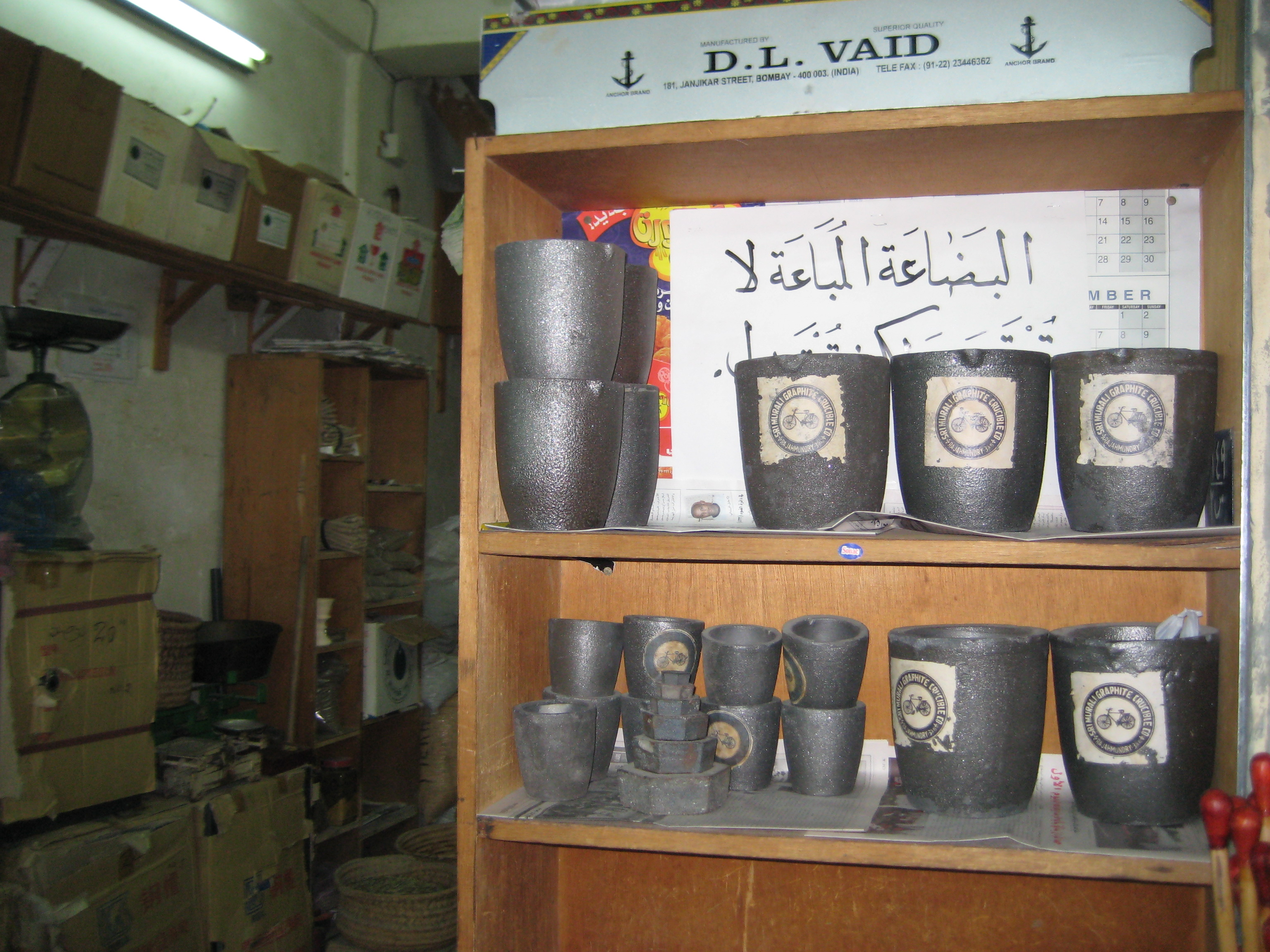
A creusets vendeur et de l'équipement de fabrication de bijoux à Manama Souq

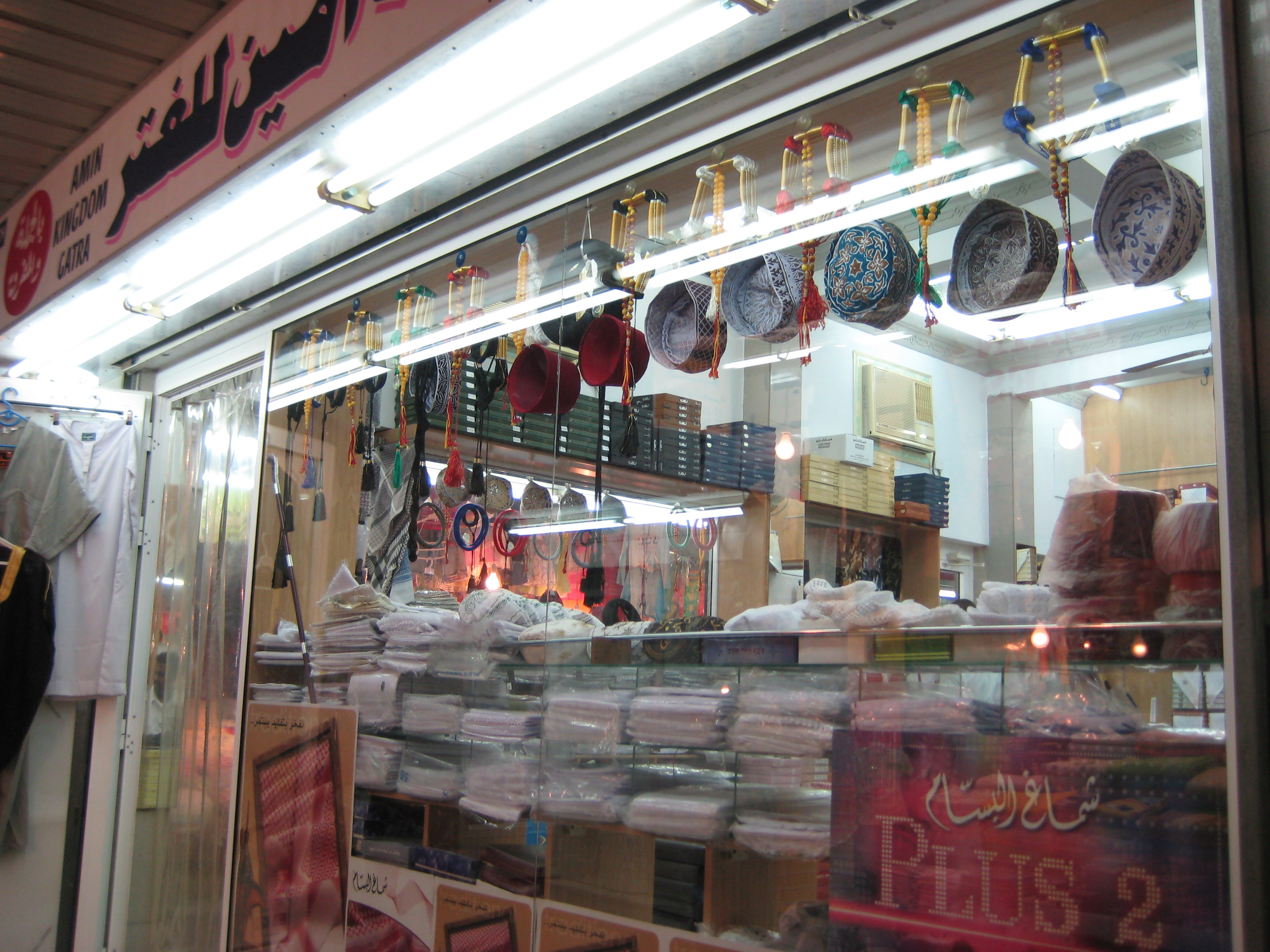
Un vendeur de headress arabe - 'Agal' - Manama Souq

Le Souq de Manama, ou Manama Souq, (arabe : سوق المنامة), est l'ancien bazar (souk) de Manama, la capitale de Bahreïn.
Situé au nord est de la péninsule de Manama, au milieu des vieux quartiers de la ville, entre le Central Business District, Noaim et Ras Rumman, près de la Synagogue de Bahreïn, à proximité de Bab Al Bahreïn. .
C'est un marché de centre ville, ancien, préservé, très animé, avec de nombreux commerces traditionnels, mais aussi beaucoup de boutiques modernes : épices, tissus, caftans, thobes, artisanat, souvenirs, fruits secs, noix, etc.
S'y côtoient commerçants, clients bahreïnis et expatriés de pays variés (Inde, Pakistan, Bangladesh, Égypte, pays arabes voisins du Golfe Persique), et touristes du monde entier.
Le souk de l'or mérite particulièrement le détour : or de 18 carats ou 21K, sans 10K ni 14K.
Les perles de Bahreïn sont désormais parmi les seules perles naturelles au monde, et uniques, car naturelles.
Le souq est divisé en plusieurs quartiers dont :
- Fareeq al-Fadhel
- Fareeq el-Hammam
- Fareeq el-Hatab
- Fareeq el-Makharqa
- Fareej al Mushbir